# Велильское сельское поселение
Велильское сельское поселение — упразднённое муниципальное образование в Марёвском муниципальном районе Новгородской области России.
Административный центр — село Велилы.
Упразднено в марте 2020 года Марёвский район в связи с преобразованием муниципального района в муниципальный округ. Оно соответствует административно-территориальной единице Велильское поселение Марёвского района.

## География
Территория поселения расположена на юге Новгородской области на Валдайской возвышенности, к юго-западу от Марёва. По территории муниципального образования протекают реки Пола, Руна, Городенка, Старица. Велильское сельское поселение занимает площадь 483,3 км².

## История
Велильское сельское поселение было образовано законом Новгородской области от 17 января 2005 года № 401-ОЗ, Велильское поселение — законом Новгородской области от 11 ноября 2005 года № 559-ОЗ.

## Население
| 2010 | 2012 | 2013 | 2014 | 2015 | 2016 | 2017 |
| ---- | ---- | ---- | ---- | ---- | ---- | ---- |
| 452  | ↘422 | ↘413 | ↘397 | ↘385 | ↗395 | ↘390 |

Число хозяйств на 1 января 2012 года — 207.

## Населённые пункты
В состав поселения входят 30 населённых пунктов.
| №  | Населённый пункт | Тип населённого пункта | Население |
| -- | ---------------- | ---------------------- | --------- |
| 1  | Андреевщина      | деревня                | 24        |
| 2  | Большая Осьянка  | деревня                | 0         |
| 3  | Бор              | деревня                | 0         |
| 4  | Велилы           | село                   | 67        |
| 5  | Вёшки            | деревня                | 4         |
| 6  | Гаёво            | деревня                | 0         |
| 7  | Горшок           | деревня                | 4         |
| 8  | Григорное        | деревня                | 0         |
| 9  | Дурнево          | деревня                | 4         |
| 10 | Желонка          | деревня                | 0         |
| 11 | Заречье          | деревня                | 20        |
| 12 | Клопцы           | деревня                | 0         |
| 13 | Кошкино          | деревня                | 0         |
| 14 | Красное          | деревня                | 9         |
| 15 | Лисичино         | деревня                | 0         |
| 16 | Лунёво           | деревня                | 1         |
| 17 | Лучки            | деревня                | 0         |
| 18 | Манькино         | деревня                | 19        |
| 19 | Невзорово        | деревня                | 3         |
| 20 | Овсяниково       | деревня                | 3         |
| 21 | Осиновик         | деревня                | 2         |
| 22 | Погорелуша       | деревня                | 3         |
| 23 | Погорелуша       | посёлок                | 31        |
| 24 | Руницы           | деревня                | 18        |
| 25 | Седловщина       | деревня                | 207       |
| 26 | Скагородье       | деревня                | 0         |
| 27 | Старица          | деревня                | 8         |
| 28 | Фёдоровщина      | деревня                | 1         |
| 29 | Ям               | деревня                | 24        |
| 30 | Ястребовщина     | деревня                | 0         |

Постановлением Новгородской областной Думы № 736-III ОД от 23 июня 2004 года была упразднена деревня Федяевщина Велильского сельсовета

## Транспорт
По территории сельского поселения проходит автодорога из Холма в Марёво.